# トムスカ
トーマス・ジェイムズ・リッジウェル（Thomas James Ridgewell、1990年6月27日 - ）は、イギリスの映像作家、アニメーター、YouTuber。2006年以来、エド・グールドの死により『Eddsworld』のショーランナーだった。トムスカ（TomSka） またトム（Tom）として知られる。

## 代表作
- エッズワールド（Eddsworld）（2003年〜）― 友人のエド・グールドとマット・ハーグリーブスと共同制作した、アニメーションシリーズ。主人公のモデルかつアニメーターだったエドの没後、『Eddsworld Legacy』期の総製作指揮を務めていたが、引退し、『Eddsworld Beyond』期の制作はマットに任せた。
- アズダフムービー（asdfmovie）シリーズ（2008年〜）[1] ― シンプルなアニメーションで表現された、シュールな寸劇が矢継ぎ早に続く動画。
- スケッチ・コメディー ― 実写のスケッチ・コメディー動画も多く公開している。再生数が多い作品には Sniper Pug、The Hole、The Confession、Baby with a Gun 等がある。
- #CONTENT と Tryhards ― 同じくTurboPunch, Ltd. の動画クリエイター（だった）エリオット・ゴフとエディー・ボウリーと一緒に、ゲームをしたりチャレンジに挑戦したりするシリーズ。エリオットの引退後は、レブ・デイが#CONTENTに出演している。

## 本作品
- Sam Kills Christmas
- Art is Dead: the asdf book